# Frohnhausen (Brakel)

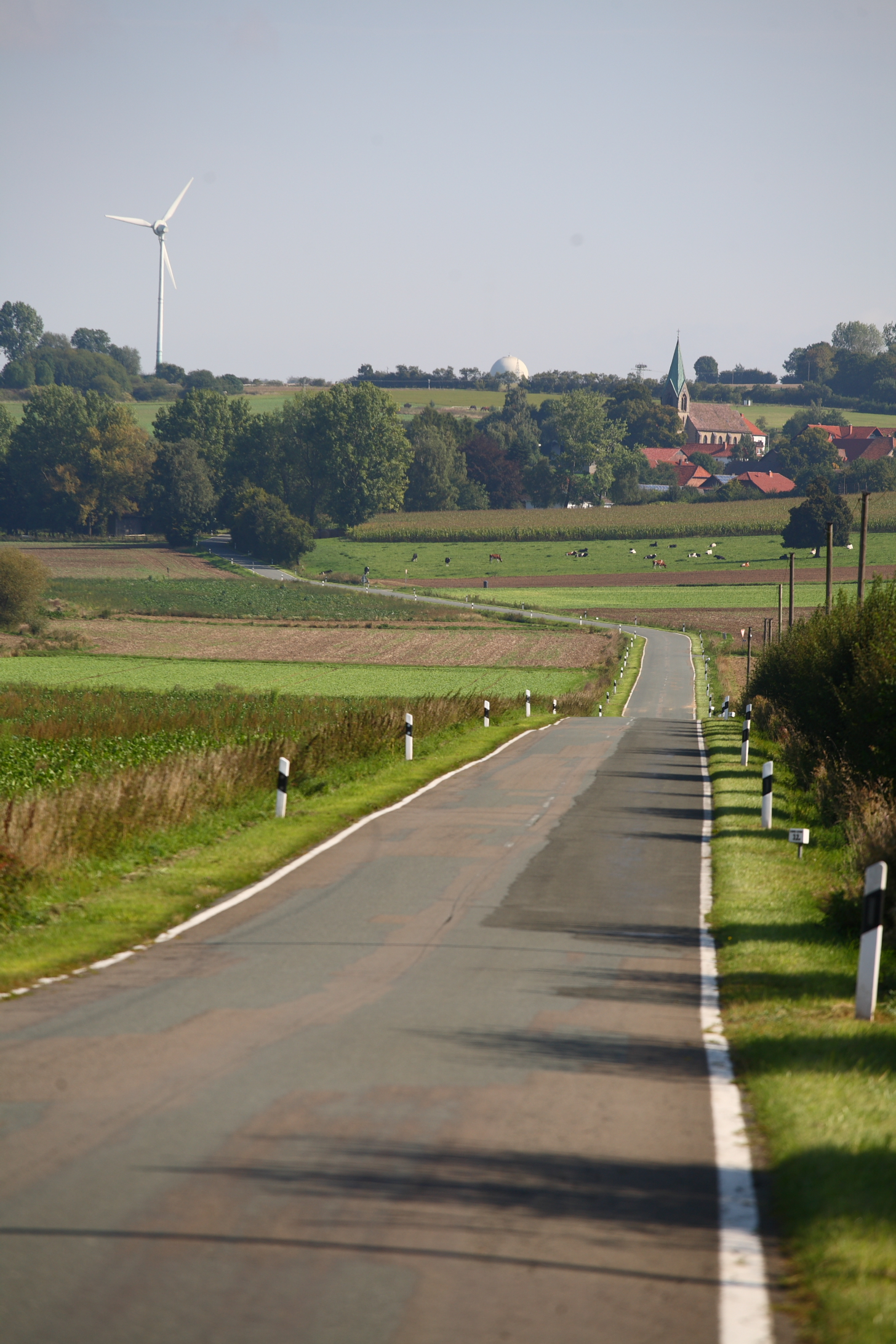
Frohnhausen (mit der Radarstation der Bundeswehr in Auenhausen)

Frohnhausen ist ein Ortsteil von Brakel, einer Stadt im Kreis Höxter im Osten von Nordrhein-Westfalen.

## Lage
Frohnhausen war bis 31. Dezember 1974 eine selbständige Gemeinde in Ostwestfalen. Seitdem ist Frohnhausen ein Stadtteil der ca. zehn Kilometer nördlich gelegenen Stadt Brakel. Frohnhausen liegt zwischen dem Eggegebirge und der Weser auf einer Anhöhe bei etwa 300 m ü. NN inmitten eines fast geschlossenen Obstbaum- und Gehölzgürtels. Die Dörfer Frohnhausen, Auenhausen und Hampenhausen werden landläufig nach dem Höhenzug, auf dem sie liegen, Heggegemeinden oder Heggedörfer genannt.

## Geschichte
Zum ersten Mal wird Frohnhausen als „Vrodenhusen“ im Jahr 1142 im Zusammenhang mit der Gründung des Klosters Gehrden erwähnt und gehörte seit der Gründung zur weltlichen Herrschaft des deutschen Bistums Paderborn, ursprünglich im Herzogtum Sachsen. „Vrodenhusen“ hat vermutlich die altsächsische Bedeutung „Frühhausen“, was auf eine frühe Entstehung schließen lässt. Dies stützen auch die Ausgrabungen, bei denen in der Feldflur Gräber aus dem 8. Jahrhundert gefunden wurden.
Ab dem 14. Jahrhundert bildete sich das Territorium Hochstift Paderborn im Heiligen Römischen Reich. Ab dem 16. Jahrhundert gehörte das Reichsterritorium zum niederrheinisch-westfälischen Reichskreis. 
Frohnhausen lag im Rentamt Dringenberg im gleichnamigen Oberamt im Oberwaldischen Distrikt.
1802/03 wurde das Hochstift erstmals vom Königreich Preußen besetzt, das Frohnhausen dem Oberwaldischen Kreis zuteilte. Von 1807 bis 1813 war Frohnhausen Teil des Kantons Gehrden im von Napoleon gegründeten Königreich Westphalen. Seit 1815 gehörte Frohnhausen endgültig zum Königreich Preußen und 1816 kam die Gemeinde zum neuen Kreis Warburg in der Provinz Westfalen. Im Kreis Warburg gehörte Frohnhausen zunächst zum Kanton bzw. Amt Gehrden. Nach dessen Vereinigung mit dem Amt Dringenberg in den 1850er Jahren gehörte die Gemeinde zum Amt Dringenberg-Gehrden.
Mit Auflösung des Kreises Warburg und des Amts Dringenberg-Gehrden mit Wirkung vom 1. Januar 1975 durch das Sauerland/Paderborn-Gesetz wurde Frohnhausen in die Stadt Brakel im Kreis Höxter eingegliedert.
Frohnhausen stellte bis in das 20. Jahrhundert eine rein landwirtschaftliche Siedlung dar, wobei die umliegende Feldflur verschiedenen Adelshäusern und Klöstern gehörte.

## Das Dorf heute
Das früher hauptsächlich landwirtschaftlich geprägte Dorf ist heute zu einer fast reinen Wohngemeinde geworden, denn die Landwirtschaft ist heute bis auf einige Großbetriebe fast vollständig aus dem Dorf verschwunden. Andere Arbeitsplätze sind im Ort auch so gut wie nicht vorhanden, so dass die werktätige Bevölkerung nach außerhalb zur Arbeit muss, sofern sie nicht im home-office arbeitet. Außerdem gibt es am Ort keine Bank und Einkaufsmöglichkeiten mehr. Frohnhausen hat heute 299 Einwohner.
Frohnhausen gehört zum Stadtbezirk „Auenhausen-Frohnhausen-Hampenhausen“.

## Bildung
In Frohnhausen gibt es einen Kindergarten für die Kinder der drei oben genannten Heggegemeinden und Siddessen.
Die Grundschüler müssen nach Brakel oder Dringenberg zur Grundschule. 
Die Schüler aller weiterführenden Schulformen müssen nach Brakel zur Schule.
Die Lebenshilfe des Kreises Höxter in Brakel besitzt seit 1973 in Frohnhausen mit der von-Galen-Schule eine Förderschule mit dem Förderschwerpunkt Geistige Entwicklung. Die Schule wird von Schülern aus der gesamten südlichen Hälfte des Kreises Höxter besucht.

## Söhne und Töchter
- Ludwig Hagemann (Historiker) (1859–1941), Pfarrer und Historiker